# West End (Surrey)
West End is een civil parish in het bestuurlijke gebied Surrey Heath, in het Engelse graafschap Surrey met 4693 inwoners.